# Nicoteles de Cirene
Nicoteles do Cirene (em grego:  Νικοτέλης ο Κυρηναίος) (ca. 250 a.C.) foi um matemático grego de Cirene.

## Vida
Ele é mencionado no prefácio do Livro IV das Cônicas de Apolônio, criticando Conon a respeito do número máximo de pontos com os quais uma seção cônica pode se encontrar com outra. Apolônio estabelece que Nicoteles reivindicava que o caso em que uma seção cônica encontra seções opostas poderia ser resolvido, mas não havia demonstrado como.
É possível que Nicoteles pudesse ser um erro de soletração de Nicomedes.